# Future Hearts
Future Hearts (с англ. — «Будущие Сердца») — шестой студийный альбом американской рок-группы All Time Low, вышедший 7 апреля 2015 года. Первым синглом стал трек Something's Gotta Give, впервые прозвучавший на Radio One 12 января 2015 года, видеоклип к которому вышел на территории СНГ на следующий день. После выпуска альбома группа отправилась в тур по США с Tonight Alive, Issues и State Champs. Альбом дебютировал на первых строчках чартов Великобритании и США.

## Список композиций
Слова и музыка всех песен — All Time Low; кроме трека "Don't You Go".
| №                   | Название                         | Длительность |
| ------------------- | -------------------------------- | ------------ |
| 1.                  | «Satellite»                      | 2:24         |
| 2.                  | «Kicking & Screaming»            | 3:25         |
| 3.                  | «Something's Gotta Give»         | 3:09         |
| 4.                  | «Kids In The Dark»               | 3:36         |
| 5.                  | «Runaways»                       | 3:34         |
| 6.                  | «Missing You»                    | 4:04         |
| 7.                  | «Cinderblock Garden»             | 3:35         |
| 8.                  | «Tidal Waves(feat. Mark Hoppus)» | 4:09         |
| 9.                  | «Don't You Go»                   | 3:05         |
| 10.                 | «Bail Me Out(feat. Joel Madden)» | 3:32         |
| 11.                 | «Dancing With A Wolf»            | 3:39         |
| 12.                 | «The Edge of Tonight»            | 3:51         |
| 13.                 | «Old Scars/Future Hearts»        | 3:26         |
| Общая длительность: | Общая длительность:              | 45ː36        |

| №                   | Название                        | Длительность |
| ------------------- | ------------------------------- | ------------ |
| 14.                 | «Bottle And A Beat»             | 3:40         |
| 15.                 | «Your Bed»                      | 3:40         |
| 16.                 | «Cinderblock Garden (Acoustic)» | 3:47         |
| Общая длительность: | Общая длительность:             | 56ː07        |

| №                   | Название                             | Длительность |
| ------------------- | ------------------------------------ | ------------ |
| 14.                 | «How the Story Ends»                 | 3:25         |
| 15.                 | «Something's Gotta Give" (acoustic)» | 3:13         |
| Общая длительность: | Общая длительность:                  | 52:14        |

## Чарты
| Чарты (2015)                     | Высшая позиция |
| -------------------------------- | -------------- |
| Австралия (ARIA)                 | 4              |
| Австрия (Ö3 Austria)             | 31             |
| Бельгия/Фландрия (Ultratop)      | 27             |
| Бельгия/Валлония (Ultratop)      | 96             |
| Канада (Canadian Albums Chart)   | 3              |
| Нидерланды (Album Top 100)       | 18             |
| Германия (Media Control)         | 60             |
| Италия (FIMI)                    | 94             |
| Новая Зеландия (RMNZ)            | 7              |
| Норвегия (VG-lista)              | 21             |
| Испания (PROMUSICAE)             | 54             |
| Швеция (Sverigetopplistan)       | 53             |
| Великобритания (UK Albums Chart) | 1              |
| Великобритания (OCC)             | 1              |
| США (Billboard 200)              | 2              |
| США (Billboard Top Rock Albums)  | 1              |
| США (Billboard)                  | 1              |

| Чарт (2015)                       | Позиция |
| --------------------------------- | ------- |
| U.S. Billboard Independent Albums | 9       |
| U.S. Billboard Top Rock Albums    | 27      |